# 平西府车辆段
平西府车辆段位于北京市昌平区东小口地区，回龙观文化居住区北侧，是北京地铁8号线的一座车辆段，为8号线二期工程的一部分，与二期北端终点回龙观东大街站接轨。包括上盖开发、南侧平西府站和周边配套公建在内，占地面积39.4公顷。车辆段（不含上盖）于2012年9月14日竣工投入使用。
平西府车辆段由北京城建集团建造，建筑面积129,889平方米，包括17个单体建筑，承担8号线全部车辆的停车和检修业务，以及部分10号线和13号线列车的检修业务。8号线三期建成后部分车辆将停放于瀛海车辆段。
平西府车辆段及平西府站上方将进行上盖开发，项目名称为京投发展·公园悦府。车辆段及车站上盖开发占地面积8.94公顷，配套有10.6公顷的落地开发。运用库上方有一层停车场，及9栋住宅楼，南侧6栋12层，北侧3栋22层。落地部分有11栋商品住宅楼、5栋公共租赁住房、1所小学、1所幼儿园、4栋商业用房及1栋综合服务楼。运用库的结构进行了专门设计以隔绝震动。

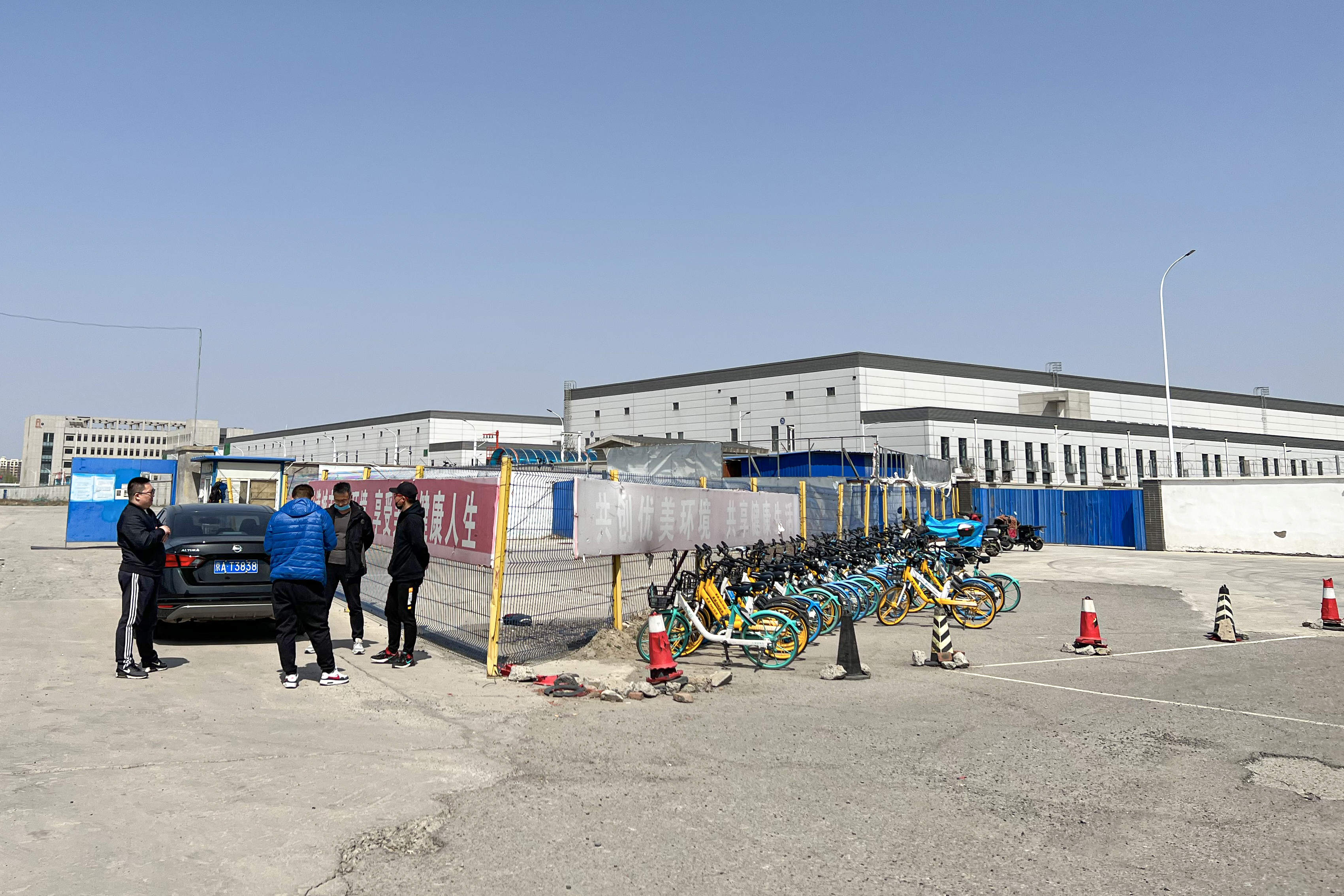
车辆段北侧的北京京车平西府轨道交通车辆维修有限公司

北侧为预留的地铁大修厂用地。为配合8号线二期北段（回龙观东大街至森林公园南门）提前于2011年12月通车，在大修厂用地建设了临时停车场。临时停车场工程建筑面积13142.36平方米，包括停车场、辅助用房和试车线，为半临时半永久建筑，于2011年11月30日竣工。2012年9月车辆段竣工后列车转移至平西府车辆段内新建的停车场停放。